# Judith Bossert

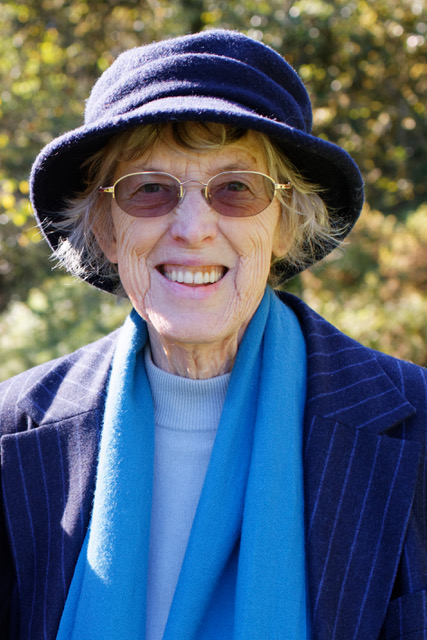
Judith Bossert, 2016

Judith W. Bossert (* 16. Juni 1937 in Utrecht, Niederlande; † 6. April 2020 in Waxweiler) war eine niederländisch-deutsche Zen-Lehrerin.

## Leben
Bossert erlebte ihre Kindheit ohne Vater in den von Nazi-Deutschland besetzen Niederlanden. Später arbeitete sie als Chemietechnikerin. In dieser Zeit trat sie in ein Kloster der Dominikanerinnen von Neerbosch in Nimwegen ein. Später wohnte sie mit fünf anderen Dominikanerinnen in Nimwegen in einer Wohngemeinschaft und studierte Medizin. Auf der Suche nach mehr Stille und Tiefe traf sie einige holländische Zenlehrer und Zenlehrerinnen, die für sie sehr wichtig wurden: Pater Smorenburg (OP), Maarten Houtman und Nora Houtman. In diesen Begegnungen entdeckte sie ihre Liebe zum Zen und plante zusammen mit Annie Oonk die Errichtung des ersten holländischen Zen-Zentrums. Der Orden stellte ihr 1974 Thersiahoeve, ein ehemaliges kleines Kloster in Langenboom, für ihr Zen-Zentrum zur Verfügung. Im Jahr 1977 trat sie aus dem Orden der Dominikanerinnen aus, durfte aber Therasiahoeve weiter führen. Sie lud dann berühmte Lehrende des Zen und der buddhistischen Meditation ein, darunter Taizan Maezumi Roshi, Seung Sahn, Chime Rinpoche, Prabhasa Dharma Roshi und Thich Nhat Hanh. Die beiden letztgenannten wurden ab 1983 ihre persönlichen Lehrerin bzw. Lehrer und von Thich Nhat Hanh erhielt sie eine Lehrerlaubnis als Dharmācārya.
Im Jahr 1988 löste der Vorstand der Dominikanerinnen das Zentrum Theresiahoeve auf, Bossert übersiedelte in die deutsche Eifel zu ihrer langjährigen Zen-Freundin Adelheid Meutes-Wilsing. Zugleich machte sie sich jetzt innerlich unabhängig von Prabhasa Dharma Roshi und Thich Nhat Hanh und begann zusammen mit Adelheid Meutes-Wilsing mit den Planungen für die Zenklausen in der Eifel, die im Jahr 1992 in Lautzerath bei Leidenborn öffnen konnten. Diese Zenklausen waren und sind gedacht als ein überkonfessionelles Laienkloster für Menschen, die sich eine Zeitlang allein in die Stille zurückziehen möchten, aber dabei zugleich ein Bedürfnis nach spiritueller Unterstützung verspüren. Daneben war Bossert auf den Gebieten des Malens und Schreibens sehr aktiv. Ihre Freundin und Partnerin Adelheid Meutes-Wilsing starb 2019 und Judith Bossert, die ihre letzten Jahre wegen einer zunehmenden Demenz in einem Pflegeheim verbringen musste, starb 2020 im Pflegeheim Herz-Jesu in Waxweiler. Inzwischen werden die Zenklausen von Markus Wilsing, dem Sohn von Adelheid, weitergeführt.
```
   Schritt vor Schritt
   - manchmal zögernd -
   gehe ich über die Brücke
   zwischen Nichts und Nirgendwo.
                                 
              Mienh Judith (1990)
```

## Werke
Im Jahr 1980 startete Bossert die holländische Vierteljahres-Zeitschrift ZEN, die es ab 1988 auch auf Deutsch gab und die bis zum Heft 59 im Jahr 2014 in beiden Sprachen fortgeführt wurde. Darüber hinaus war Bossert als Übersetzerin, Autorin und Herausgeberin tätig. Von ihr erschienen auf Deutsch:
- Thích Nhat Hanh – Lächle deinem eigenen Herzen zu. Herder, Freiburg i. Br. 1995.
- Thích Nhat Hanh – Zeiten der Achtsamkeit. Herder, Freiburg i. Br. 1996.
- Thích Nhat Hanh – Worte der Achtsamkeit. Herder, Freiburg i. Br. 1997.
- Die Leichtigkeit des Zen. Adelheid Meutes-Wilsing, Judith Bossert. Theseus, Berlin 2000.
- Zen für jeden Tag. Adelheid Meutes-Wilsing, Judith Bossert. Gräfe und Unzer, München 1994.
- Fühl dich gut! : mehr Energie, Balance, Harmonie ; die 10 besten Methoden für Körper & Seele. Mit Texten von Judith Bossert. Gräfe und Unzer, München 1998.